# سالواتوره جیاردینا
سالواتوره جیاردینا (انگلیسی: Salvatore Giardina؛ زادهٔ ۳ ژوئن ۱۹۸۱) بازیکن فوتبال اهل ایتالیا است.
از باشگاه‌هایی که در آن بازی کرده‌است می‌توان به باشگاه فوتبال کوزنتسا کالچو، باشگاه فوتبال آلساندریا، باشگاه فوتبال کیه‌وو ورونا، باشگاه فوتبال پیزا، و باشگاه فوتبال ساسولو اشاره کرد.